# Daniel Azulay

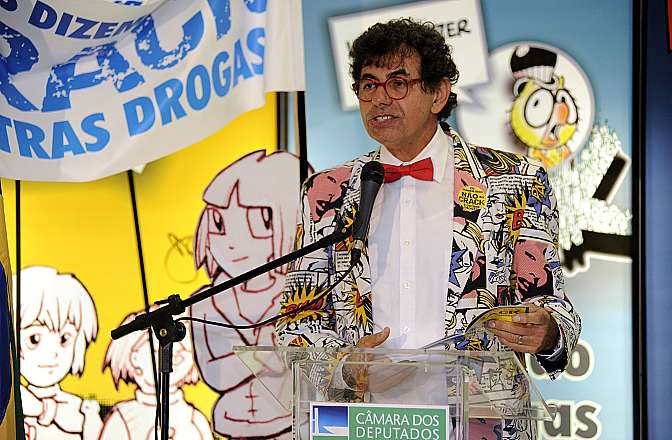
Daniel Azulay, 2014

Daniel Azulay (* 30. Mai 1947 in Rio de Janeiro, Brasilien; † 27. März 2020 ebendort) war ein brasilianischer Comiczeichner und Cartoonist, Autor, Musiker, Fernsehmoderator, Maler und Illustrator.

## Leben und Wirken
Daniel Azulay entstammt einer jüdisch-sephardischen Familie mit Wurzeln zu marokkanischen Juden, die nach Brasilien auswanderten. Azulay war in der jüdischen Gemeinde Rio de Janeiros sehr aktiv. Er studierte ab 1969 Rechtswissenschaften und brachte sich autodidaktisch das Comiczeichnen bei. In dieser Zeit erschienen auch erste Cartoons in Zeitungen und Zeitschriften.
Er war vielseitig tätig als Maler, Bildhauer, Musiker, Autor, Illustrator von Kinderbüchern und als Fernsehmoderator von Kindersendungen mit erzieherischem Gehalt.
Mit seinen Sendungen prägte er ab Mitte der 1970er bis Mitte der 1980er Jahre das Erziehungsfernsehen in Brasilien. Bestandteil der Sendungen waren kreative Ideen, um spannend und ungefährlich aus regionalen Produkten Spielzeuge herzustellen, den Kindern das Zeichnen zu erklären und sie damals schon für die Themen Müllvermeidung und Umweltschutz zu sensibilisieren.
Zwischen 1982 und 1984 veröffentlichte er die Kinderzeitung „Revista de a turma do lambe-lambe“, die es auf 20 Ausgaben brachte.
Er kämpfte schon lange gegen eine chronische Leukämie und wurde im Krankenhaus mit SARS-CoV-2 angesteckt, was im März 2020 zu seinem Tod durch COVID-19 führte. Er war der erste prominente COVID-19-Tote in Brasilien.

## Auszeichnungen (Auswahl)
- Premio Claudia de Souza (de Literarte), 2013.
- Preis von HQ MIX in der Sparte Meister, 2018.[1]

## Fernsehsendungen (Auswahl)
- A turma do lambe-lambe, (1975 bis 1985).
- Officina de desenho Daniel Azulay (1996).
- Turma do lambe-lambe (2003 bis 2005).
- Azuela do Azulay (2003 bis 2004).